# Eisch
Eisch (în luxemburgheză Äisch) este un râu din Belgia și Luxemburg, afluent pe malul stâng al râului Alzette, făcând parte din bazinul hidrografic al Rinului prin intermediul Moselle.

## Geografie
Eisch își are izvorul din confluența mai multor pâraie situate la nord de satul Clemency (Luxemburg), în locul numit Schock: pârâul Millebaach, care în amonte poartă denumirea Falterbaach, pârâul Këschel, pârâul Wëlleschbaach și un pârâu provenind de pe teritoriul localității Sélange⁠(d) din Belgia.
După un parcurs de aproximativ 1 800 de metri pe teritoriul belgian, pârâul ce vine dinspre Sélange se unește cu Millebaach la confluența situată pe frontiera belgo-luxemburgheză. Din acest punct, el poartă numele oficial și devine râu de frontieră până la borna LB061, unde intră în întregime pe teritoriul luxemburghez.
La circa o sută de metri mai departe, la sud-vest de cătunul Grass, primește pe malul stâng primul său afluent: Grendel (în luxemburgheză Grendelbaach), care își are originea la Kwintenhof, în Belgia. Aici formează mai întâi limita dintre comunele Steinfort și Käerjeng pe câteva sute de metri, apoi între Steinfort și Garnich pe o distanță de aproximativ un kilometru. Râul trece ulterior la nord de satul Kahler, pe teritoriul comunei Garnich, unde se varsă în el, pe malul drept, pârâul Eiselbach, înainte de a intra în comuna Steinfort (unde delimitează din nou teritoriul față de Garnich pe circa un kilometru) și de a trece pe sub autostrada A6. La ocolirea localității Hagen pe la est, primește pe malul stâng pârâul Autelbas (Kolerbaach), după care traversează localitatea Steinfort, trecând pe sub drumul național 6, înainte de a ajunge din nou la frontiera belgo-luxemburgheză.
Redevenit râu de frontieră, Eisch primește pe malul stâng pârâul Durbaach (sau pârâul Clairefontaine), la nivelul localității Clairefontaine (Belgia), apoi se desparte de linia de frontieră la borna LB086 și ajunge în satul Eischen⁠(d) (Luxemburg). În traversarea acestuia, primește pe malul stâng pârâul Bech și pârâul Millebaach. La locul numit Kempemillen, lângă Hobscheid⁠(d), pârâul Haardebaach se varsă de asemenea în el, tot pe partea stângă.
La ieșirea din Hobscheid⁠(d), valea sa devine mai adâncită, îndreptându-se către Septfontaines. Între Septfontaines și Roodt-sur-Eisch, Eisch primește pe malul stâng pârâul Leesbach. La trecerea prin dreptul castelului Ansembourg, pârâul Holertsbaach își revarsă apele în el, tot pe malul stâng, urmat de Kalbaach, puțin mai jos, lângă Hollenfels. Apoi, râul se orientează către nord-est pentru a se vărsa, la Mersch⁠(d), în Alzette, pe malul stâng al acesteia.
Diferența de nivel dintre izvor și gura de vărsare este de 160 de metri. Pe parcurs, Eisch traversează pentru scurt timp comuna belgiană Messancy, atinge teritoriile comunelor Käerjeng (Luxemburg) și Arlon (Belgia) și străbate comunele luxemburgheze Garnich, Steinfort, Habscht, Koerich, Helperknapp și Mersch⁠(d).

## Valea celor șapte castele
Valea creată de râul Eisch este cunoscută sub numele de „Valea celor șapte castele”, deoarece aici se află șapte castele de mare vechime: în localitățile Koerich, Septfontaines, Ansembourg, Hollenfels, Schoenfels și Mersch⁠(d).